# Świdnik (gromada w powiecie limanowskim)
Świdnik (do 28 II 1956 Stronie) – dawna gromada, czyli najmniejsza jednostka podziału terytorialnego Polskiej Rzeczypospolitej Ludowej w latach 1954–1972.
Gromady, z gromadzkimi radami narodowymi (GRN) jako organami władzy najniższego stopnia na wsi, funkcjonowały od reformy reorganizującej administrację wiejską przeprowadzonej jesienią 1954 do momentu ich zniesienia z dniem 1 stycznia 1973, tym samym wypierając organizację gminną w latach 1954–1972.
Gromadę Świdnik z siedzibą GRN w Świdniku utworzono 29 lutego 1956 roku w powiecie limanowskim w woj. krakowskim w związku z przeniesieniem siedziby GRN gromady Stronie ze Stronia do Świdnika i przemianowaniem jednostki na gromada Świdnik. Dla gromady ustalono 15 członków gromadzkiej rady narodowej.
Gromadę zniesiono 31 grudnia 1959, a jej obszar włączono do gromad Łukowica (wsie Świdnik i Owieczka) i Przyszowa (wieś Stronie).